# Селфос
Селфос (исл. Selfoss) је главни град региона Сидиртланд на Исланду. Има 6.574 становника и насељен је још од 1000. године. Претрпео је значајну штету током земљотреса 2008. године.